# Valorous (Schiff, 1917)
Die fünfte HMS Valorous (Kennung: L00) der Royal Navy wurde unter dem Namen Montrose als Flottillenführer in Auftrag gegeben und kam zum Ende des Ersten Weltkriegs und während des Russischen Bürgerkriegs als Flottenzerstörer zum Einsatz.
Kurz vor Beginn des Zweiten Weltkriegs wurde sie zu einem Geleitboot umgebaut und kam als eines der ersten Boote der sogenannten WAIR-Umbauten von Zerstörern der V- und W-Klasse wieder in Dienst. Im Zweiten Weltkrieg wurde sie überwiegend an der britischen Nordseeküste zur Sicherung des Küstenverkehrs eingesetzt.

## Baugeschichte

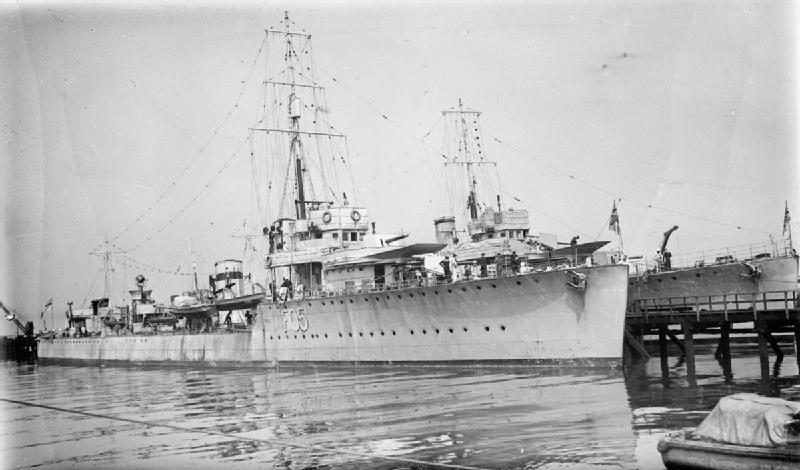
Das Schwesterboot Valkyrie

Das Boot wurde im April 1916 als erste Einheit der Royal Navy bestellt, die den Namen Montrose erhalten sollte. Es gehörte zu den fünf Booten (ersten) der V-Klasse, die als Flottillenführer für die Zerstörer der S-Klasse bestellt wurden. Die Kiellegung erfolgte am 25. Mai 1916 bei William Denny and Brothers in Dumbarton, Schottland zusammen mit dem Schwesterboot HMS Valkyrie. Vor dem Stapellauf am 8. Mai 1917 erfolgte die Umbenennung des Bootes in HMS Valorous. Am 21. August 1917 erfolgte die Ablieferung als viertes Boot der Klasse, die inzwischen in hohen Stückzahlen als neue Zerstörerklasse beschafft wurde.

## Einsatzgeschichte
Die Valorous trat im Ersten Weltkrieg zur Grand Fleet und war im Herbst 1918 einer der drei Flottillenführer der 11. Zerstörerflottille, von deren 17 Zerstörern zwölf zur neuen V- und W-Klasse gehörten. Sie konnte auch als Minenleger genutzt werden.
Im Juli 1919 verlegte sie im Rahmen der dritten Ablösung der britischen Interventionseinheiten zum Schutz der Baltischen Staaten gegen die Sowjetunion und Deutschland in die östliche Ostsee zusammen mit dem Flugzeugträger HMS Vindictive (zwölf Flugzeuge), sieben Motortorpedobooten und acht weiteren Zerstörern der 1. und 3. Zerstörerflottille.
Am 26. Juli 1919 wurde sie vom russischen U-Boot Vepr'  (Вепрь) angegriffen, das sie mit HMS Vancouver verfolgte und beschädigte. Im Oktober und November unterstützte sie mit zwei Leichten Kreuzern und weiteren Zerstörern die Letten bei der Verteidigung von Libau, wobei der neu eingetroffene Monitor HMS Erebus mit seinen schweren Geschützen den letzten deutschen Angriff der sogenannten Eisernen Division unterband.
Ab 1921 wurde die Valorous bei der 4. Zerstörerflottille in der Atlantic Fleet und später bei der Mittelmeerflotte eingesetzt. Dort wurde sie 1931 durch einen Zerstörer der B-Klasse ersetzt und zur Reserve versetzt.

### Umbau zum Geleitboot

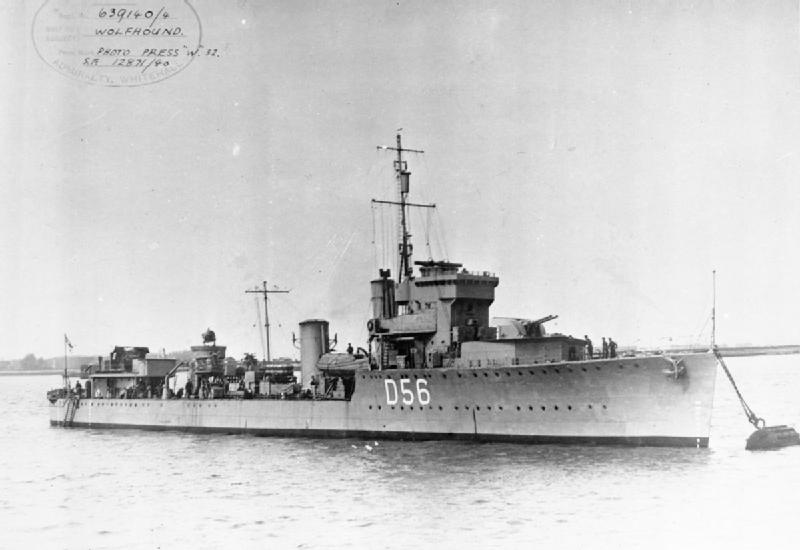
Die Wolfhound noch mit alter Kennung

1938 beschloss die britische Royal Navy ein Aufrüstungsprogramm, das auch den Umbau älterer Einheiten und deren grundlegende Modernisierung vorsah. Dabei sollten ältere Zerstörer der V- und W-Klasse zu Geleitbooten mit starker Luftabwehrbewaffnung umgebaut werden. Bei diesen sogenannten WAIR-Umbauten wurden fast alle Aufbauten der betroffenen Boote entfernt und neue Aufbauten errichtet. Ein Kessel wurde ausgebaut und die Antriebsanlage erneuert, die danach noch 18.000 PS leistete und 25 Knoten ermöglichte.

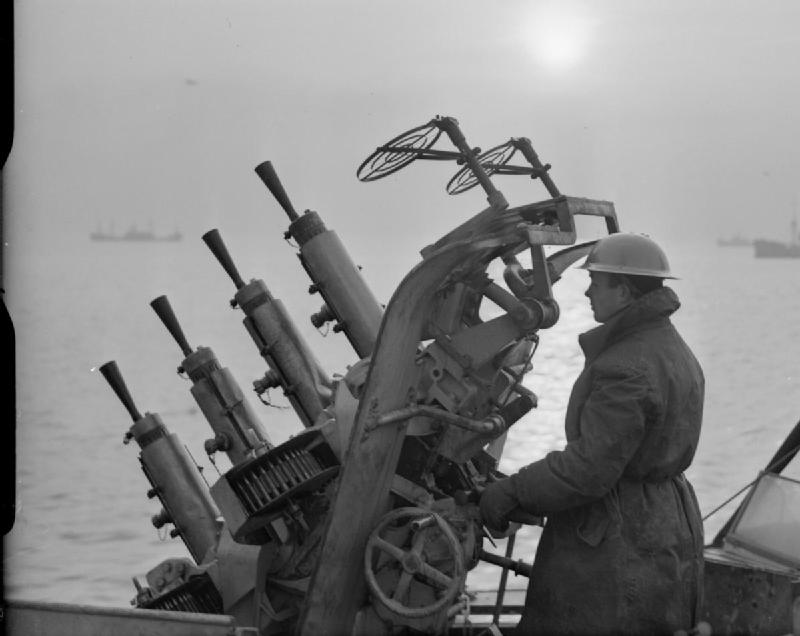
Vickers-Maschinengewehr

Die total entfernte Bewaffnung wurde durch zwei 4-Zoll-Flugabwehr-Zwillingsgeschütze mit dazugehöriger Feuerleitanlage ersetzt. Als leichte Flugabwehrwaffen erhielten die Boote zwei Vierlings-Vickers-Maschinengewehre nebeneinander auf einer erhöhten Position hinter den Schornsteinen und vor dem hinteren Deckshaus, die allerdings bald durch 20-mm-Oerlikons ersetzt wurden. Dazu kam eine starke Wasserbombenbewaffnung. Der ursprünglich geplante Umbau von 36 Booten wurde nicht durchgeführt, da der Handelskrieg sich schon kurz nach Kriegsbeginn hauptsächlich auf den Mittelatlantik außerhalb der Angriffsmöglichkeiten der deutschen Luftwaffe verlagerte und die 4-Zoll-Zwillingsgeschütze nicht im gewünschten Umfang zur Verfügung standen und dann vorzugsweise in neuen Geleitzerstörern der Hunt-Klasse verbaut wurden.
Neben der HMS Wallace als einzigem Flottillenführer wurden 15 Boote der V- und W-Klasse dem WAIR-Umbau unterzogen. Der Umbau, der auf Marinewerften erfolgte, wurde bei den meisten Booten im Frieden begonnen, aber nur die Whitley, Wallace und Valorous waren bei Kriegsbeginn fertiggestellt. Die anderen Boote kamen bis Ende 1940 in den Dienst der Royal Navy. Der Umbau der Valorous erfolgte auf der Staatswerft in Chatham (Kent) bis zum Juni 1939.

### Einsatz im Zweiten Weltkrieg
Die HMS Valorous erhielt als Geleitboot die neue Kennung L00 (statt D82) und wurde im August 1939 der neuen Sicherungsgruppe („Escort Force“) in Rosyth zugeteilt. Diese verfügte bei Kriegsbeginn über die fertiggestellten WAIR-Umbauten Valorous, Whitley und Wallace sowie die Sloops Bittern, Enchantress, Hastings, Pelican und Stork.
Als der Zweite Weltkrieg ausbrach, wurde sie zur Sicherung von Geleitzügen in der Nordsee wie auf den nordwestlichen Zufahrtswegen nach Großbritannien eingesetzt. Ab Ende September 1939 bildete die „Escort Force“ vier gemischte Einsatzgruppen mit i. d. R. drei Schiffen zusammen mit den Zerstörern der „Division 29“ der aus Reserveschiffen gebildeten „15th Destroyer Squadron“ (Brooke, Wanderer, Whitehall, Wren).
Ab Januar 1940 konzentrierte sich ihr Einsatz auf die gesamte britische Nordseeküste bis zum Kanal. Trotz ihrer guten Luftabwehrausrüstung kam sie jedoch nicht bei der Evakuierung britischer Truppen vom Festland und aus Dünkirchen zum Einsatz.
Wie die meisten der WAIR-Umbauten verblieb sie im Sicherungsdienst der Küstengeleitzüge bis zum Kriegsende, wobei ihr Radar- und Feuerleitanlage mehrfach modernisiert wurde. Sie war regelmäßig an der Abwehr deutscher Luftangriffe auf diese Geleite beteiligt und rettete mehrfach Schiffbrüchige von den Opfern dieser Angriffe. Eine der seltenen Unterbrechungen dieses Dienstes war im März 1942 die Aufnahme der aus schwedischen Häfen ausgebrochenen Handelsschiffe (Operation Performance) mit anderen Einheiten der Home Fleet (HMS´s Eskimo, Faulknor, Escapade, Wallace, Vanity). Zehn norwegische Schiffe versuchten aus Göteborg nach Schottland zu entkommen, was ein Jahr früher schon fünf Schiffen gelungen war. Frühzeitig von den Deutschen erkannt, gelang nur dem Motortanker P.B. Newton (10.324 BRT) und der kleinen Lind (461 BRT) der Durchbruch. Zwei Schiffe liefen wieder in Göteborg ein. Sechs gingen zum Teil durch Selbstversenkung verloren.
Nach der deutschen Kapitulation unterstützte die Valorous mit anderen Einheiten der „Rosyth Escort Force“ die Besetzung der westnorwegischen Häfen und lief am 14. Mai 1945 mit der Venomous und drei norwegischen Minensuchern Kristiansand an. Auch Stavanger, Bergen und Trondheim wurden von je zwei Booten der „Rosyth Escort Force“ angelaufen, auf denen die deutschen örtlichen Befehlshaber den Kapitulationsvorgang wiederholen mussten und die Anordnungen der alliierten Befehlshaber empfingen.

Im August 1945 wurde das Geleitboot außer Dienst gestellt und dann ab März 1947 in Thornaby verschrottet.

## Liste der WAIR-Umbauten
| Name                  | Stapellauf | in Dienst  | BauWerft        | Umbau      | bis             | Endschicksal                              |
| --------------------- | ---------- | ---------- | --------------- | ---------- | --------------- | ----------------------------------------- |
| HMS Whitley (L23)     | 13.04.1918 | 11.10.1918 | Doxford         | Chatham    | Oktober 1938    | 19. Mai 1940 vor Nieuwpoort versenkt      |
| HMS Valorous (L00)    | 8.05.1917  | 21.08.1917 | Denny           | Chatham    | Juni 1939       | 1947 verschrottet                         |
| HMS Wallace (L64)     | 26.10.1918 | 14.09.1919 | Thornycroft     | Devonport  | 14. Juni 1939   | 20. März 1945 außer Dienst                |
| HMS Woolston (L49)    | 27.01.1918 | 28.06.1918 | Thornycroft     | Chatham    | September 1939  | August 1945 außer Dienst                  |
| HMS Vivien (L33)      | 16.02.1917 | 28.05.1918 | Yarrow          | Chatham    | Oktober 1939    | Mai 1945 außer Dienst                     |
| HMS Vega (L41)        | 1.09.1917  | 12.12.1917 | Doxford         | Chatham    | November 1939   | August 1945 außer Dienst                  |
| HMS Vimiera (L29)     | 22.06.1917 | 19.09.1917 | Swan Hunter     |            | 8. Januar 1940  | 9. Januar 1942 nach Minentreffer gesunken |
| HMS Westminster (L40) | 22.06.1917 | 19.09.1917 | Scotts          | Devonport  | 8. Januar 1940  | August 1945 außer Dienst                  |
| HMS Wolsey (L02)      | 16.03.1918 | 14.05.1918 | Thornycroft     | Malta      | 21. Januar 1940 | August 1945 außer Dienst                  |
| HMS Verdun (L93)      | 21.08.1917 | 3.11.1917  | Hawthorn Leslie | Catham     | März 1940       | August 1945 außer Dienst                  |
| HMS Wryneck (L04)     | 13.05.1918 | 11.11.1918 | Palmers         | Gibraltar  | März 1940       | 27. April 1941 vor Kreta versenkt         |
| HMS Winchester (L55)  | 1.02.1918  | 29.04.1918 | J.S. White      | Portsmouth | 9. April 1940   | Februar 1945 außer Dienst                 |
| HMS Wolfhound (I56)   | 14.03.1918 | 27.04.1918 | Fairfield       | Chatham    | April 1940      | August 1945 außer Dienst                  |
| HMS Valentine (L69)   | 24.03.1917 | 27.06.1917 | Cammell Laird   | Devonport  | April 1940      | 15. Mai 1940 in der Schelde versenkt      |
| HMS Vanity (L38)      | 3.05.1918  | 21.06.1918 | Beardmore       |            | Juni 1940       | Mai 1945 außer Dienst                     |
| HMS Viceroy (L21)     | 17.11.1917 | 14.01.1918 | Thornycroft     |            | 10. Januar 1941 | August 1945 außer Dienst                  |